# Calpis

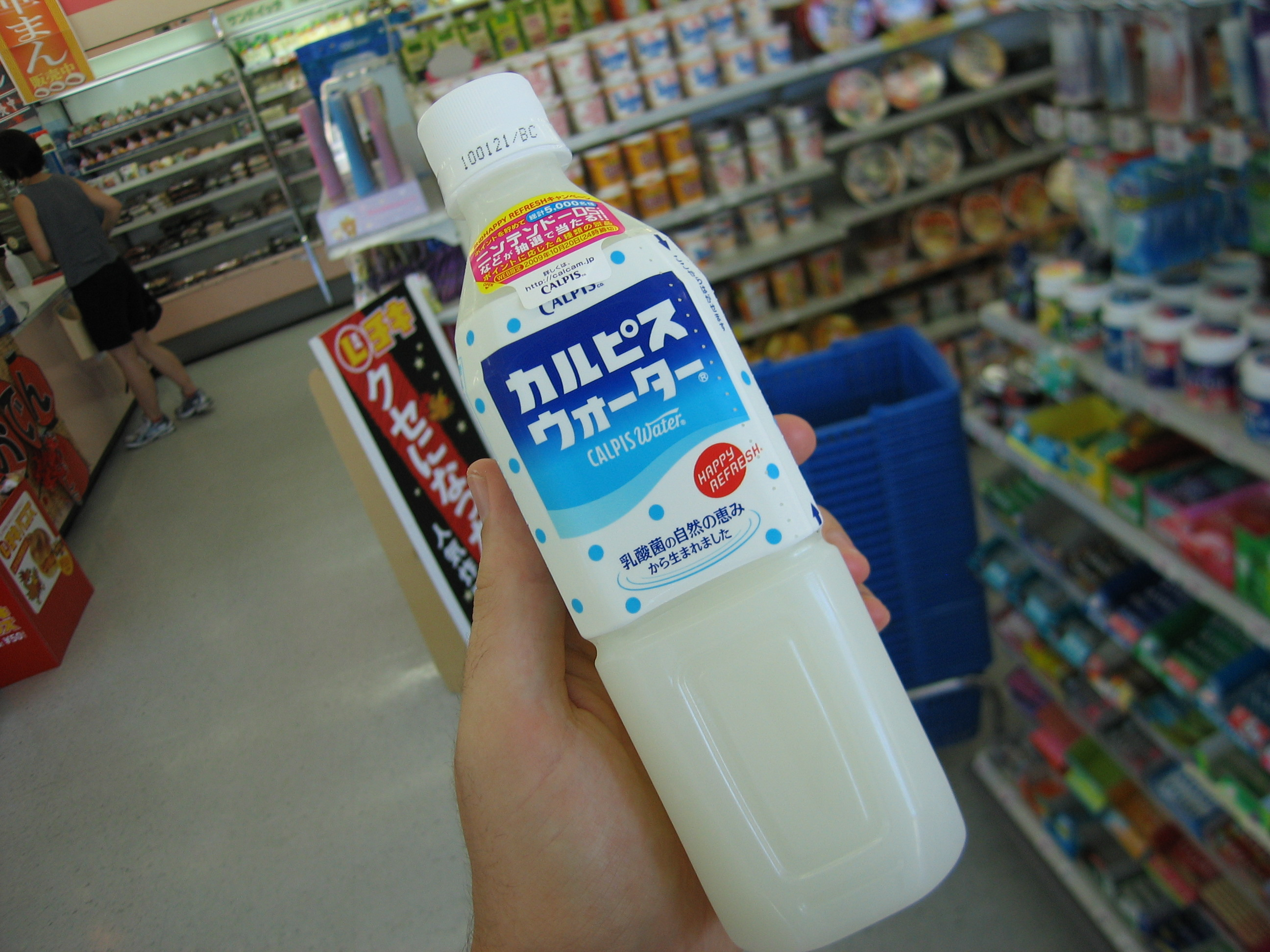
Eine Flasche Calpis

Calpis (japanisch カルピス, karupisu) ist der Handelsname eines beliebten japanischen Softdrinks des gleichnamigen Unternehmens, das 1948 gegründet worden ist. Es nutzt einen Fermentierungsprozess, der 1919 von Mishima Kaiun (三島 海雲; 1878–1974) entwickelt worden war. 2012 wurde das Unternehmen von seinem damaligen Besitzer Ajinomoto für rund 1,5 Milliarden Dollar an den Bierhersteller Asahi Group Holdings verkauft. Er wird auf Milchbasis hergestellt und ist geschmacklich am besten mit in Wasser aufgelöstem Joghurt vergleichbar. Der Name ist eine Verbindung von „Calcium“ und Sanskrit सर्पिस् sarpís („Butterschmalz“), einer der fünf buddhistischen Geschmacksrichtungen für Milchprodukte.
Im Westen wird Calpis wegen des negativen Namensanklangs häufig unter der Bezeichnung Calpico angeboten.

## Sorten
Es gibt einige Fruchtsorten. Diese (nicht limitierten) Varianten sind:
- Erdbeere
- Weintraube
- Matcha (grüner Tee)
- Guava (Guajave)
- Mango
- Ananas
- Orange
- Mikan (Japanische Mandarine)
- Melone
- Pfirsich
- Zitrone
- Aloe Vera
- Lychee
- Kiwi

Ebenso gibt es eine Sorte mit Sahne. Seit kurzem erhältlich sind auch eine Sorte mit Apfelgeschmack („morning blend“), eine auf 70 % kalorienreduzierte Version mit Calcium und „The Premium Calpis“, eine extra kondensierte, angemischte Version des original Calpiswassers. In Japan und Taiwan kann man zudem alkoholische Sorten vieler Calpisgetränke wie „Calpis Sour“ und „Calpis Bartime“ (ein künstlich hergestellter Fruchtcocktail) erwerben.
Die Firma stellt des Weiteren eine Vielzahl an anderen Getränken her, von konserviertem Kaffee bis zu Joghurtgetränken wie dem „Gun Gun Gurt“. Zudem existieren noch Produkte wie Butter oder Essig von Calpis.
Calpis Co. Ltd. ist der japanische Verkäufer von „Welch's juice products“ und Evian.
Auch die Firma Nestlé stellt Calpis Soda kit kats in Japan her.
Inhaltsstoffe des Getränks sind Fett, Natrium, Kohlenhydrate, Zucker, Protein, Vitamine A/C, Calcium und Eisen sowie zwei wichtige Tripeptide (Valin-Prolin-Prolin und Isoleucin-Prolin-Prolin).